# Настоящие нектарницы
Настоящие нектарницы (лат. Nectarinia) — род птиц из семейства нектарницевых. Обитают в Африке.

## Описание
Птицы средних размеров. Клюв прямой или изогнутый. Самцы имеют яркое переливчатое оперение. Тело самки бледно окрашено, хвост тёмный с радужным блеском. Питаются нектаром растений, имеющих изогнутый трубчатый венчик. Также могут потреблять насекомых из цветков. При питании некоторые виды могут зависать.

## Классификация
Включает 6 видов:
- Nectarinia bocagii Shelley, 1879 — Заирская нектарница
- Nectarinia famosa (Linnaeus, 1766) — Малахитовая нектарница
- Nectarinia johnstoni Shelley, 1885 — Нитехвостая нектарница
- Nectarinia kilimensis Shelley, 1885 — Бронзовая нектарница
- Nectarinia purpureiventris (Reichenow, 1893) — Пурпурнобрюхая нектарница
- Nectarinia tacazze (Stanley, 1814) — Колибриевая нектарница